# Борисов, Иван Иванович
Ива́н Ива́нович Бори́сов (20 января 1936, Верхнее Турово, Воронежская область — 8 мая 2020, Воронеж) — советский, российский философ

, педагог; доктор философских наук, профессор; ректор Воронежского университета (1998—2005).

## Биография
Иван Иванович Борисов родился 20 января 1936 года.
В 1963 году окончил исторический факультет Воронежского университета; в период учёбы (в 1961—1962) был секретарём университетского комитета комсомола.
С 1964 года преподавал на кафедре философии Воронежского университета (ассистент, аспирант, старший преподаватель, доцент, профессор); в 1977—1979 годах работал преподавателем-консультантом по философии в Республике Куба.
В 1988—1998 годы — проректор по научной и учебной работе гуманитарных факультетов, в 1998—2005 — ректор университета; за этот период были открыты факультеты фармацевтический, компьютерных наук, международных отношений, философии и психологии.
В 2006—2014 годы — профессор кафедры истории философии факультета философии и психологии.
Умер в Воронеже 8 мая 2020 года.

## Научная деятельность
Основные направления исследований:
- проблемы отношений субъекта и объекта в материалистической философии
- вопросы онтологии.

Руководил научной школой «Человек в истории». Действительный член Академии гуманитарных наук.
Автор около 250 публикаций, в том числе 6 монографий.

### Избранные труды
- Субъектно-объектные отношения в материалистической философии. — Воронеж, 1997.
- Homo cognoscens: Человек познающий: Очерк по истории гносеологии. — СПб., 1999.
- Воронежский государственный университет вступает в XXI век: Размышления о настоящем и будущем. — Воронеж, 2001.

## Награды
- Почётный работник высшего профессионального образования Российской Федерации[1].